# Tribunalul Funcției Publice al Uniunii Europene
Tribunalul Funcției Publice al Uniunii Europene (limba engleză: Civil Service Tribunal) a fost o instanță specializată din cadrul Curții de Justiție a Uniunii Europene. A fost înființată la 2 decembrie 2005. A încetat să mai existe la 1 septembrie 2016.

## Creare
Tribunalul a fost înființat în anul 2004 în urma adoptării Deciziei Consiliului nr. 2004/752/CE/Euratom de la 2 noiembrie 2004 pentru înființarea Tribunalului funcției publice al Uniunii Europene (OJL nr.333, p, 7 - 11). 
Acest contencios al serviciului public european funcționează pe lângă Tribunalul Primei Instanțe și are sediul în Tribunalul Primei Instanțe. 
Decizia de constituire reprezintă un pas important în implementarea Tratatului de la Nisa, deoarece decizia de înființare aparținând Consiliul Uniunii Europene a fost adoptată în baza acestui Tratat.
Noua instanță specializată, compusă din 7 judecători, este chemată să soluționeze disputele dintre Uniune și serviciile sale civile, o jurisdicție exercitată până la crearea sa de Tribunalul de Primă Instanță. Aceste decizii vor putea fi atacate cu apel pe motiv de ilegalitate, doar în fața Tribunalului de Primă Instanță și în cazuri excepționale vor putea fi revizuite de către Curtea de Justiție.
Crearea Tribunalului Funcției Publice, care și-a început activitatea în anul 2005, a fost un pas important în implementarea reformelor sistemului juridic furnizate prin Tratatul de la Nisa.

## Componența Tribunalului
Tribunalul Funcției Publice are în prima sa componență 7 judecători: Paul J. Mahoney (Marea Britanie), Horstpeter Kreppel (Germania), Irena Boruta (Polonia), Heikki Kanninen (Finlanda), Haris Tagaras (Grecia), Sean Van Raepenbusch (Belgia) și Stéphane Gervasoni (Franța). Aceștia și-au început mandatul la 1 octombrie 2005, urmând ca patru dintre ei să-l exercite timp de șase ani, iar ceilalți trei timp de trei ani. Grefier este Waltraud Hakenberg.

## Funcționare
Pe 28 martie 2007 au avut loc avea loc primele audieri în sesiune plenară la Tribunal Funcției Publice. Totuși, munca efectivă în această instituție a început deja din decembrie 2005, când au fost preluate de la Tribunalul de Primă Instanță 117 cazuri implicând funcționarii publici europeni în care procedura scrisă încă nu se terminase. 